# Diaspora (botanica)

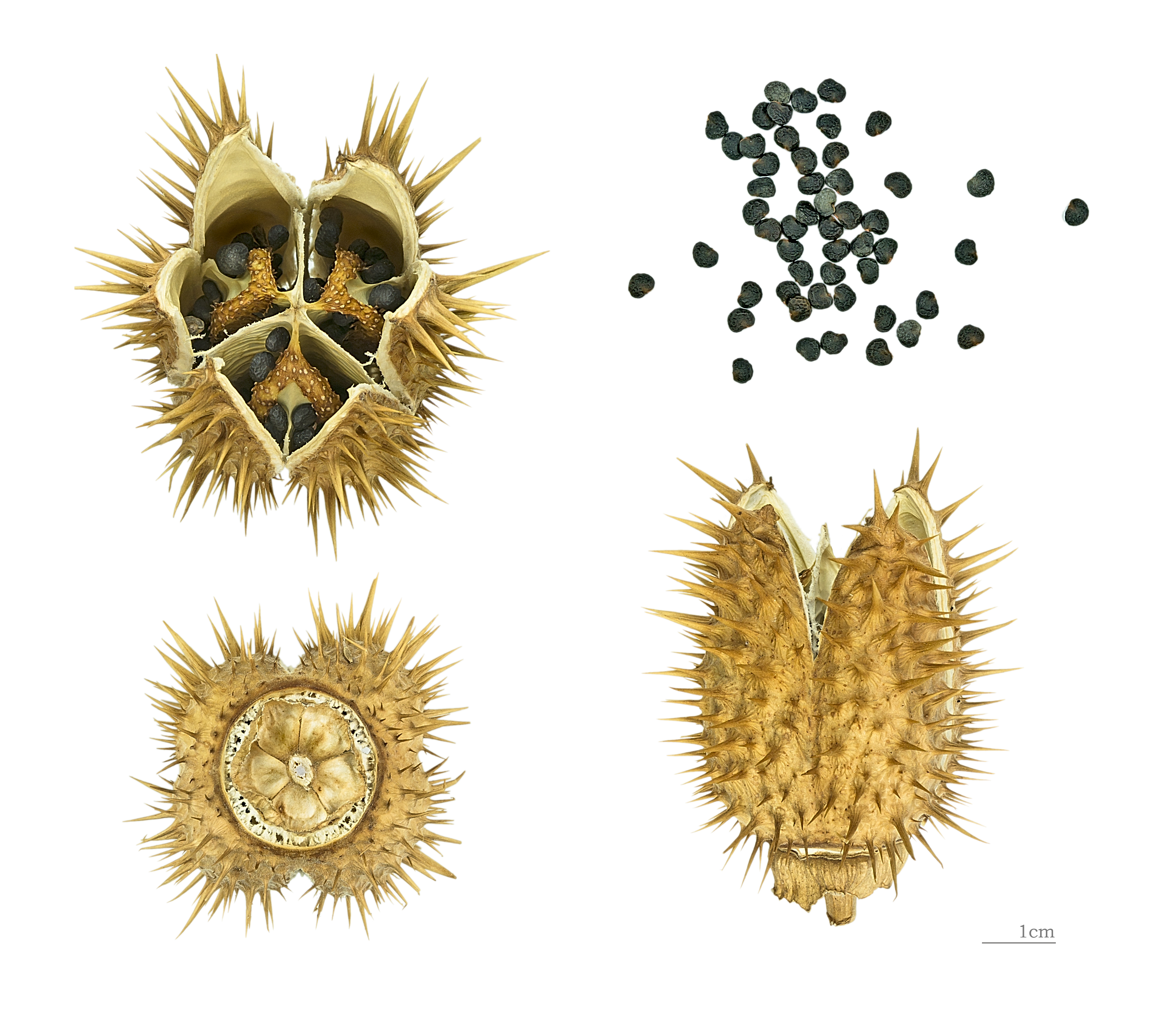
Diaspora di stramonio comune (Datura stramonium)

In botanica, la diaspora è un'unità di disseminazione vegetale, costituita da un seme o da una spora e da eventuali tessuti addizionali in grado di facilitarne la dispersione. In alcune spermatofite, la diaspora è costituita da seme e frutto, oppure da seme ed eleosoma. Talvolta la diaspora è costituita dall'intera pianta o dalla quasi totalità di questa ed è nota come rotolacampo.

## Ruolo nella disseminazione
Un comune adattamento per la disseminazione mirmecocora è rappresentato dallo sviluppo di diaspore costituite da un seme e da un eleosoma. Tale caratteristica è particolarmente degna di nota nelle piante sclerofille australiane e sudafricane. In questo caso, le diaspore vengono solitamente raccolte dalle formiche e trasportate al formicaio. Le formiche si nutrono dell'eleosoma, scartando il seme che può così germinare.

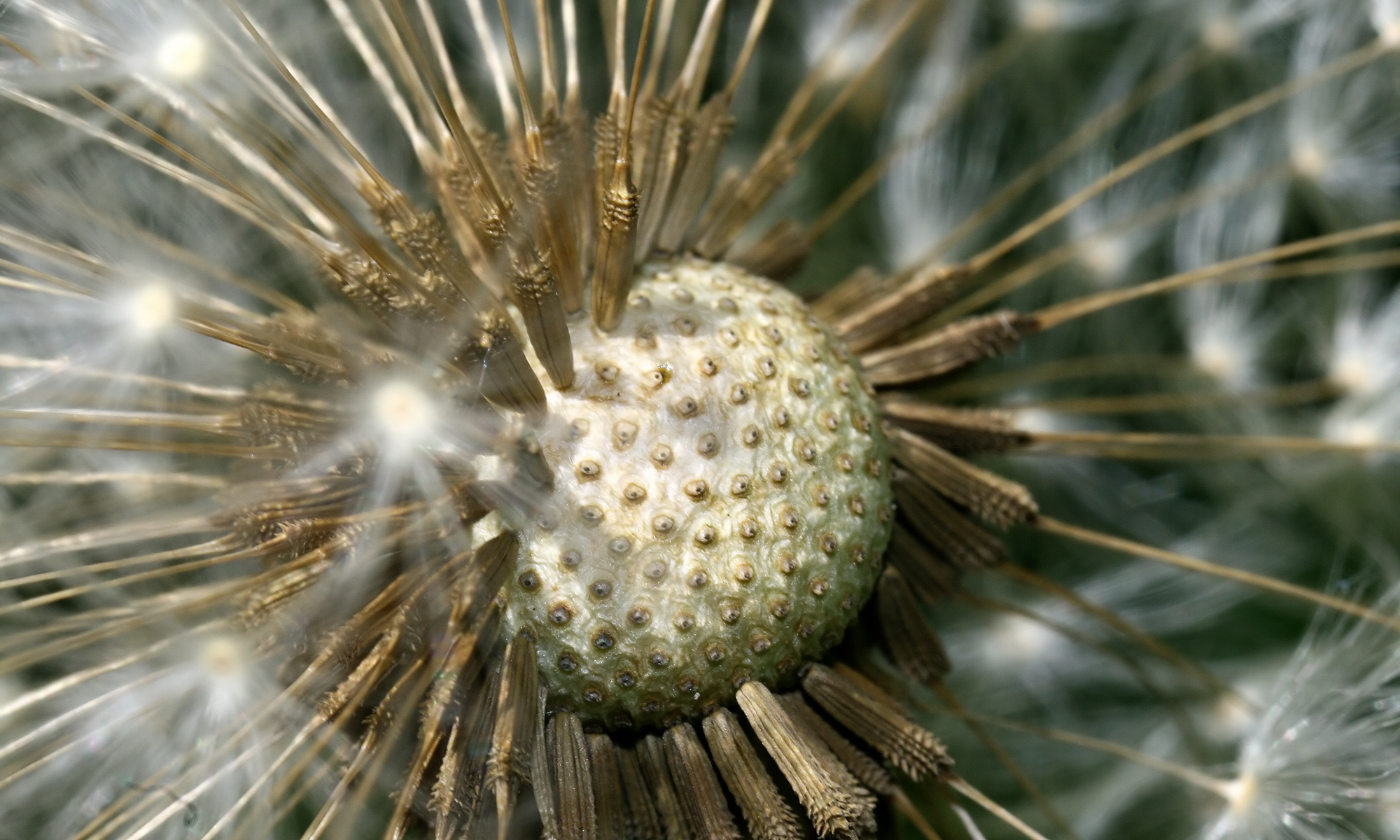
Acheni di tarassaco (Taraxacum)

Diaspore costituite da uno o più semi e da un frutto sono comuni tra le piante che si affidano ad animali frugivori per disperdere i propri semi (disseminazione zoocora). I pipistrelli della frutta sono soliti portare con sé i frutti, per poi consumarli in un luogo sopraelevato e scartarne i semi. Gli uccelli frugivori sono soliti ingoiare i semi più piccoli sebbene talvolta, come i pipistrelli, possano consumare i frutti in un luogo sopraelevato, lasciando cadere i semi.
Gli acheni e le samare sono tipici esempi di diaspore che si affidano principalmente al vento per la propria dispersione (disseminazione anemocora).
Le diaspore di alcune piante, come la palma da cocco o il cocco di mare sono in grado di galleggiare in acqua e venire trasportate da essa (disseminazione idrocora).
I rotolacampo, diaspore tipiche di piante infestanti e ruderali originarie di steppe e deserti sono in grado di essere trasportati dal vento anche per distanze molto lunghe.